# William Mansfield, 1. Baron Sandhurst

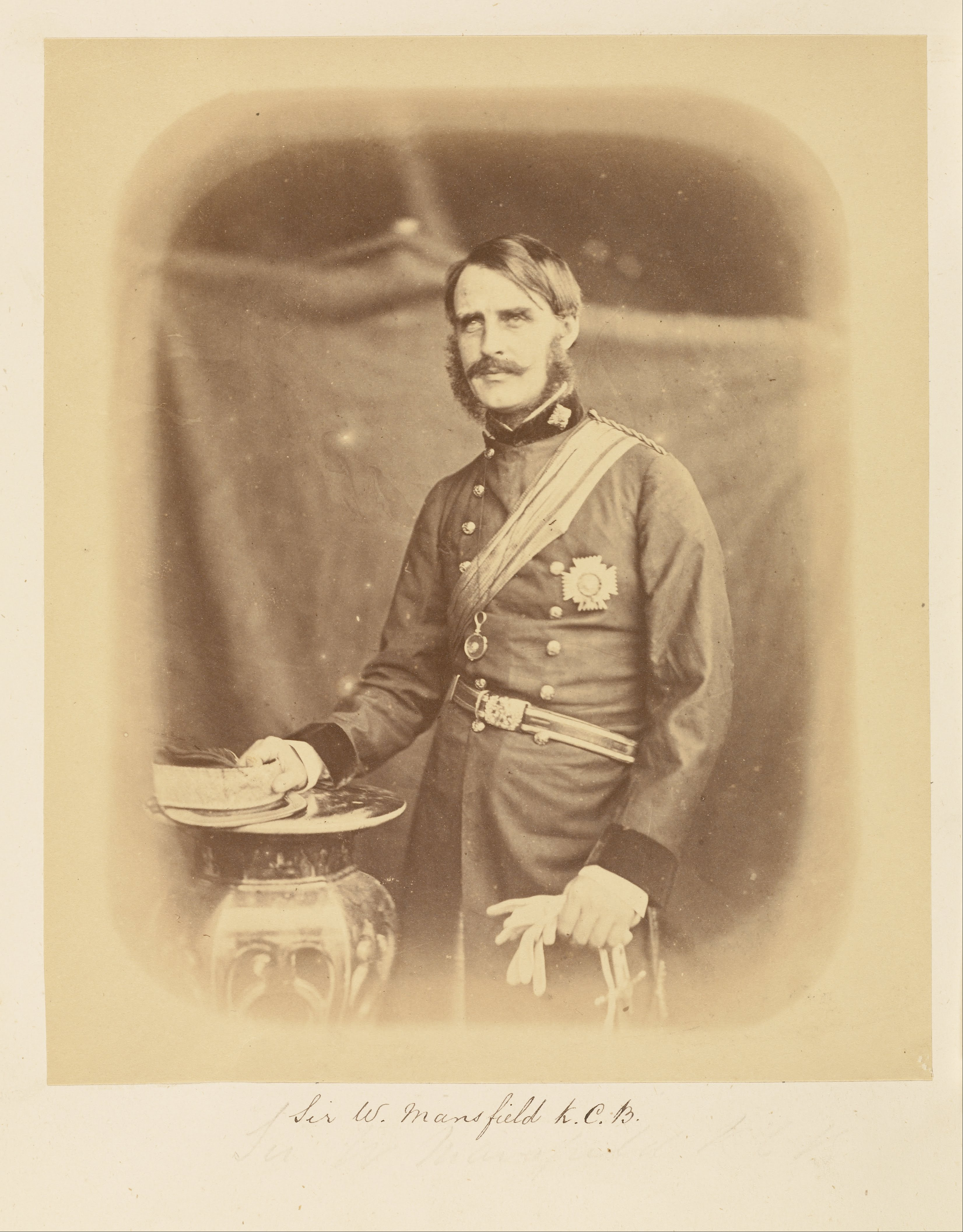
Sir William Mansfield, um 1859

William Rose Mansfield, 1. Baron Sandhurst, GCB GCSI PC (Ire) (* 21. Juni 1819 in Ruxley, Kent; † 23. Juni 1876 in London) war ein britischer General und Oberbefehlshaber in Indien und Irland.

## Leben
Er war der fünfte von sieben Söhnen des James Mansfield († 1841), Gutsherr von Diggeswell House in Digswell bei Welwyn in Hertfordshire, aus dessen Ehe mit Mary Buchanan Smith, Tochter des US-amerikanischen Generals Samuel Smith.
Er besuchte das Royal Military College Sandhurst und schloss dieses als Jahrgangsbester ab, weshalb er ohne die übliche Zahlung eines Ablösegeldes 1835 als Ensign des 53rd Regiment of Foot in die British Army aufgenommen wurde. Im August 1838 wurde er zum Lieutenant und im Februar 1843 zum Captain befördert. Er war in der Punjab in Indien stationiert und kämpfte 1845 und 1846 im Ersten Sikh-Krieg. Als Aide-de-camp des Oberbefehlshabers in Indien General Hugh Gough, 1. Baronet nahm er im Februar 1846 an der Schlacht von Sobraon teil. Im Dezember 1847 wurde er zum Major befördert und während des Zweiten Sikh-Kriegs 1848/49 war er Kommandeur des 53rd Regiment of Foot. Im Mai 1851 wurde er zum Lieutenant-Colonel und im Oktober 1854 zum Colonel befördert.
Während des Krimkriegs wurde er im Juni 1855 als militärischer Berater des britischen Botschafter an der Hohen Pforte, Stratford Canning, 1. Viscount Stratford de Redcliffe, nach Konstantinopel entsandt und erhielt dort den lokalen Rang eines Brigadier-General. Er beriet die osmanische Regierung hinsichtlich der Möglichkeiten des Entsatzes der von den Russen belagerten Stadt Kars und begleitete Lord Stratford de Redcliffe auf die Krim. In den Jahren 1856 und 1857 war er Generalkonsul in Warschau.
Anlässlich des Indischen Aufstands von 1857 kehrte er nach Indien zurück und war von 1857 bis 1859 Stabschef des Oberbefehlshabers in Indien Colin Campbell. In Anerkennung seiner Leistungen bei der Verteidigung von Lucknow im November 1857 wurde er im März 1858 als Knight Commander des Order of the Bath geadelt. Im Mai 1858 wurde er zum Major-General befördert. Von 1860 bis 1865 war er Oberbefehlshaber des Heeres der Provinz Bombay, der Bombay Army. Von 1862 bis 1876 war er auch Colonel des 38th Regiment of Foot und 1864 wurde er zum Lieutenant-General befördert. 1865 wurde er zum Oberbefehlshaber der Streitkräfte in Indien ernannt und hatte dieses Amt bis 1870 inne. Im Februar 1866 wurde er als Knight Commander des Order of the Star of India und im Mai 1866 als Knight Grand Commander desselben Ordens ausgezeichnet. 1870 wurde er auch zum Knight Grand Cross des Order of the Bath erhoben.
Im Jahr 1870 wurde er zum Oberbefehlshaber der Streitkräfte in Irland und ins irische Privy Council aufgenommen. Am 28. März 1871 wurde er als Baron Sandhurst, of Sandhurst in the County of Berks, zum erblichen Peer des Vereinigten Königreichs erhoben und erhielt dadurch einen Sitz im britischen House of Lords. Am 23. Mai 1872 wurde er zum General befördert. Das Amt des Oberbefehlshabers in Irland hatte er bis 1875 inne.
Er starb 1876 im Alter von 57 Jahren in seinem Haus in London und wurde in der Kirche von Digswell in Hertfordshire begraben.

## Ehe und Nachkommen
Am 2. November 1854 heiratete er Margaret Fellowes († 1892), Tochter des Robert Fellowes, Gutsherr von Shottesham Park in Norfolk. Mit ihr hatte er eine Tochter und vier Söhne:
- Hon. Margaret Louisa Mansfield († 1931);
- William Mansfield, 1. Viscount Sandhurst, 2. Baron Sandhurst (1855–1921);
- John William Mansfield, 3. Baron Sandhurst (1857–1933);
- Hon. Henry William Mansfield (1860–1933);
- Hon. James William Mansfield (1862–1932).

Seine Witwe erlangte nach seinem Tod als Suffragette einige Bekanntheit.